# 와이파이 위치 획득 체계
와이파이 기반 위치 획득 체계 (Wi-Fi-based positioning system, 이하 WPS)는 실내와 같이 GPS를 통한 위치 획득이 어려운 환경에서 사용되기 위해 고안된 위치 획득 체계이다. WPS는 도심지의 무선 액세스 포인트 수 증가와 발 맞추어 발전하기 시작하였다. 스카이훅 와이어리스(Skyhook Wireless)가 이 분야 시장 선도 업체이며, 응용 프로그램 인터페이스를 통해 접근 가능한 공용 데이터베이스를 유지, 관리한다. 또한 WPS를 사용하는 단말기로부터 데이터를 수신하여, 무선 액세스 포인트 위치 정보를 갱신한다. 유사한 서비스를 제공하는 곳으로 프라운 호퍼 연구소와 구글이 있다.
무선 액세스 포인트를 이용한 위치 획득은 수신된 신호의 강도(Received Signal Strength Indication, RSSI) 측정과 "지문대조(fingerprinting)" 기술에 기반하고 있다. 획득된 위치 정보의 정확도는 데이터베이스에 입력된 무선 액세스 포인트 수에 의존적이다. 때때로 발생하는 신호의 요동 현상으로 인해 위치 오차가 커지고 부정확할 수 있다. 수신된 신호의 요동을 최소화 하기 위해 잡음을 걸러낼 수 있는 다양한 기술을 사용한다. IP기반 음성 통화(VoIP) 사업자들에게 적용되는 새로운 법률과 규정들은 주어진 환경에서 액세스 포인트가 단말기의 위치를 확인하도록 강제하고 있는 추세이다.

## 다른 글 보기
- 하이브리드 위치 획득 체계 (영어)
- 위치 기반 서비스

## 같이 보기
- 실내 위치 추적 서비스
- MAC 주소